# Big Three (basket-ball)
Pour les articles homonymes, voir Big Three (homonymie).
Cet article concerne le basket-ball. Pour la ligne de hockey sur glace, voir Surnom de ligne du hockey sur glace.
Le Big Three est un terme utilisé pour désigner trois joueurs d'exception jouant dans une même équipe de NBA.

## Celtics de Boston (1980-1992)
Le terme est d'abord utilisé dans les années 1980 pour désigner le trio composé de Larry Bird, Kevin McHale et Robert Parish. En effet, lors de la Draft 1980 de la NBA, les Celtics de Boston récupèrent le premier choix de draft des Pistons de Détroit, mais l'équipe l'échange avec les Warriors de Golden State plus le treizième choix contre Parish et le troisième choix de draft. Les Celtics peuvent donc prendre Kevin McHale en troisième position. Ce jeu d'échanges très avantageux pour les Celtics est considéré comme l'un des plus déséquilibrés de l'histoire de la NBA.

## Bulls de Chicago (1996-1998)
Le second big three de l'histoire de la NBA est le trio des Bulls de Chicago composé de Michael Jordan, Scottie Pippen et Dennis Rodman. Leur association permet à la franchise de remporter trois titres consécutifs, en 1996, 1997 et 1998.

## Spurs de San Antonio (2003-2016)
Le trio des Spurs de San Antonio composé de Tim Duncan, Tony Parker et Manu Ginóbili depuis 2003 est aussi surnommé « Big Three ». Avec une 111e victoire le 21 mai 2014, le trio des Spurs est devenu le plus victorieux en play-offs surpassant l'association Magic Johnson - Michael Cooper - Kareem Abdul-Jabbar. Duncan, Parker et Ginóbili remportent ensemble quatre titres de champion NBA et plus de 1.000 rencontres. 
Le 7 avril 2015, le trio dispute son 730e match de saison régulière, battant les 729 unités du trio Larry Bird, Kevin McHale et Robert Parish sous le maillot des Celtics dont les 540 succès dépassent cependant les 536 des trois Spurs.
Le 1er novembre 2015, Tim Duncan, Tony Parker et Manu Ginóbili obtiennent leur 541e victoire en saison régulière dépassant ainsi d'une unité l'ancien trio des Celtics en battant justement Boston 95 à 87.
Avec Manu Ginobili, Tony Parker bat le 22 avril 2018 le nombre de victoires en playoffs NBA avec 132 unités pour un duo en dépassant son propre record avec 131 victoires partagées avec Tim Duncan.

## Celtics de Boston (2007-2008)
Le second « Big Three » des Celtics a joué la première fois ensemble en octobre 2007 lors d'un match exhibition à Rome contre les Raptors de Toronto. 
Après le recrutement effectué lors de l'intersaison 2007, marquée par l'arrivée d'Allen et Garnett, le terme Big Three est de nouveau utilisé pour Paul Pierce, Kevin Garnett et Ray Allen. Porté par ce trio, les Celtics remportent leur 17ème titre en 2008. Quand Shaquille O'Neal est intégré à l'équipe en 2010, le groupe est appelé « Big Four ».
Avec l'éclosion de Rajon Rondo, le terme disparaît en partie, même s'il se transforme parfois en « Big Four » ou « Big Three+One »

## Heat de Miami (2010-2014)
Le trio du Heat de Miami assemblé durant l'intersaison 2009-2010/2010-2011 composé de LeBron James, Dwyane Wade et Chris Bosh est aussi surnommé « Big Three ». Il est aussi parfois surnommé le « Tres Amigos ». Ils arrivent pendant les quatre saisons pendant lesquelles ils jouent ensemble à se hisser systématiquement en finale NBA et en remporter deux. Néanmoins, après leur échec en finale en 2014, LeBron James décide de changer de franchise et de revenir vers les Cavaliers de Cleveland qu'il avait quitté en 2010, marquant la fin du « Tres Amigos ».

## Cavaliers de Cleveland (2014-2017)
Le trio des Cavaliers de Cleveland composé de LeBron James, Kevin Love et Kyrie Irving est également considéré comme étant un Big Three . Cependant, la coopération entre les trois coéquipiers n'est pas parfaite et Kevin Love se sent en retrait par rapport au reste de l'équipe. Pire encore, lorsque lors des playoffs Kevin Love et Kyrie Irving sont successivement blessés, l'équipe parvient à se hisser jusqu'en finale face aux Warriors de Golden State mais s'incline néanmoins 4-2.
Toutefois, les trois coéquipiers parviendront l'année suivante à remporter le championnat contre ces mêmes Warriors de Golden State, au bout d'un septième match durant lequel Kevin Love effectuera de nombreuses actions décisives, dont une défense de fer sur Stephen Curry lors des dernières secondes, l'empêchant d'égaliser.

## Warriors de Golden State (2012-2024)
Le trio actuel des Warriors de Golden State composé de Stephen Curry, Klay Thompson et Draymond Green évolue ensemble depuis 2012 mais c'est à partir de la saison 2014-2015 que leurs performances, qui conduiront l'équipe vers le titre NBA, leur vaudra d'être considéré comme un Big Three. Ils arrivent à décrocher le record du meilleur début de saison sans défaite avec 24 victoires consécutives (24-0) lors de la saison 2015-2016. À l'issue de cette saison ils battent le record de victoires en une saison des Bulls de Chicago datant de la saison 1995-1996, ce record passant de 72 victoires pour 10 défaites à 73 victoires pour 9 défaites. À l'intersaison, Kevin Durant rejoint l'armada des Warriors pour former un véritable « Big Four » incluant 2 MVP de saison régulière dont un double, et deux champions olympiques réguliers du NBA All-Star Game.

## Sources et références
1. ↑  (en) « The List: Most lopsided trades in sport history », sur espn.com (consulté le 2 mars 2012)
2. ↑  « San Antonio écrase Oklahoma, record pour le trio Parker-Duncan-Ginobili », 2minutes.fr, 21 mai 2014 (consulté le 22 mai 2014)
3. ↑  « Duncan-Ginobili-Parker, trio historique », sport24.lefigaro.fr, 8 avril 2015 (consulté le 8 avril 2015)
4. ↑  Romain Davesne, « LaMarcus Aldridge offre un record au « Big Three » des Spurs », basketusa.com, 2 novembre 2015 (consulté le 3 novembre 2015)
5. ↑  Nicolas Kohlhuber, « PARKER - GINOBILI, LE DUO LE PLUS VICTORIEUX DE L'HISTOIRE DES PLAYOFFS NBA », bebasket.fr, 23 avril 2018 (consulté le 24 avril 2018)
6. ↑  (en) Mark Murphy, « The Big Three on the New Three », Boston Hérald, 1er novembre 2007
7. ↑  (en) Big Three to Big Four: Celtics sign Shaq to 2-year deal
8. ↑  « Miami Heat : Les Tres Amigos en mission », basketsession.com, 16 juin 2013
9. ↑  « Place au nouveau «Big Three» », lequipe.fr, 11 octobre 2014
10. ↑  « Dossier sensible : Kevin Love est il mal-aimé à Cleveland ? », http://trashtalk.co/, 12 février 2015